# Bahnhof Weinfelden

Der Bahnhof Weinfelden ist ein Bahnhof in der Stadt Weinfelden und der grösste Eisenbahnknotenpunkt des Kantons Thurgau. Es verkehren Züge der SBB und der Thurbo, welche nebst halbstündlich verkehrenden Fernverkehrszügen auch Linien der S-Bahn-Systeme von Zürich und St. Gallen betreiben.

## Geschichte
Die Planungen für den Bahnhof Weinfelden begannen 1853. Weinfelden wurde als eine von 13 Stationen entlang der Bodenseebahn von Romanshorn nach Oerlikon festgelegt. Unmittelbar darauf fuhren die Baumaschinen auf. Der Bahnhof wurde nach knapp zweijähriger Bauzeit am 16. Mai 1855 zusammen mit der ersten Etappe von Romanshorn nach Winterthur von der Schweizerischen Nordostbahn eröffnet. Das Bahnhofsgebäude, geplant von Jakob Friedrich Wanner, der bereits die Bahnhofsgebäude von Winterthur und dem Zürcher Hauptbahnhof entworfen hatte, wurde in den Jahren 1863 und 1864 fertiggestellt.
1876 wurde die Bischofszellerbahn nach Gossau SG eröffnet, die offiziell in Weinfelden ihren Ausgangspunkt hat, jedoch erst im Bahnhof Sulgen von der Bodenseebahn abzweigt. 1902 gelangte der Bahnhof in Besitz der neugegründeten SBB. Zum Kreuzungsbahnhof wurde er ab 1909 ausgebaut, als der Bau der damaligen Mittelthurgaubahn (MThB) ihre Strecke von Wil SG über Weinfelden zum Bahnhof Kreuzlingen begann. Nach nur zweijähriger Bauzeit konnte die Strecke am 18. Dezember 1911 dem Verkehr übergeben werden.
1970/1971 wurde das Bahnhofsgebäude vom Architekten Max Vogt um ein WC/Dienstgebäude ergänzt.
1994 wurde von der MThB mit dem Seehas eine grenzüberschreitende Bodensee-S-Bahn in Betrieb genommen, welcher umsteigefrei die gesamte MThB-Stammstrecke von Weinfelden über Konstanz bis Engen befuhr. Diese Verbindung wurde mit der MThB-Liquidation und Übernahme durch die SBB-Tochter Thurbo 2002 Geschichte und wurde in drei Thurbo-Regionalzugverbindungen Engen–Konstanz, Konstanz–Weinfelden und Weinfelden–Wil aufgeteilt. Das seit der Übernahme in SBB-Händen befindliche ehemalige MThB-Depot wurde 2007 aufgegeben.
Im Hinblick auf die Bahn 2000 wurde der Bahnhof im Jahr 2002 einer grundlegenden Erneuerung unterzogen. Das alte Bahnhofsgebäude wurde saniert und mit einem SBB-Reisezentrum und einer Snackbar versehen, Bahnsteige und Perrondächer wurden komplett neu aufgebaut. Vom Künstler Thomas Rutherfoord wurde im Zuge des Umbaus ein Kunst am Bau-Werk in Form von dunkelrot glänzenden Farbreliefs in Anlehnung an eine zuvor wegen des Umbaus gefällte Blutbuche vor dem Bahnhof gestaltet.
Für die Erweiterung des Bahnangebots im Kanton Thurgau ab 2019 musste 2017 der Bahnhof für 25 Millionen Franken weiter ausgebaut werden mit einer Verlängerung des Perrons 5 und einer zweiten Fussgängerunterführung im Westen. Derzeit diskutiert die Gemeinde über ein Projekt zur Aufwertung des Bahnhofplatzes unter dem Motto "Mehr als umsteigen", das den Bahnhof besser mit dem Stadtzentrum verbinden und die Aufenthaltsqualität erhöhen soll.

## Anlage

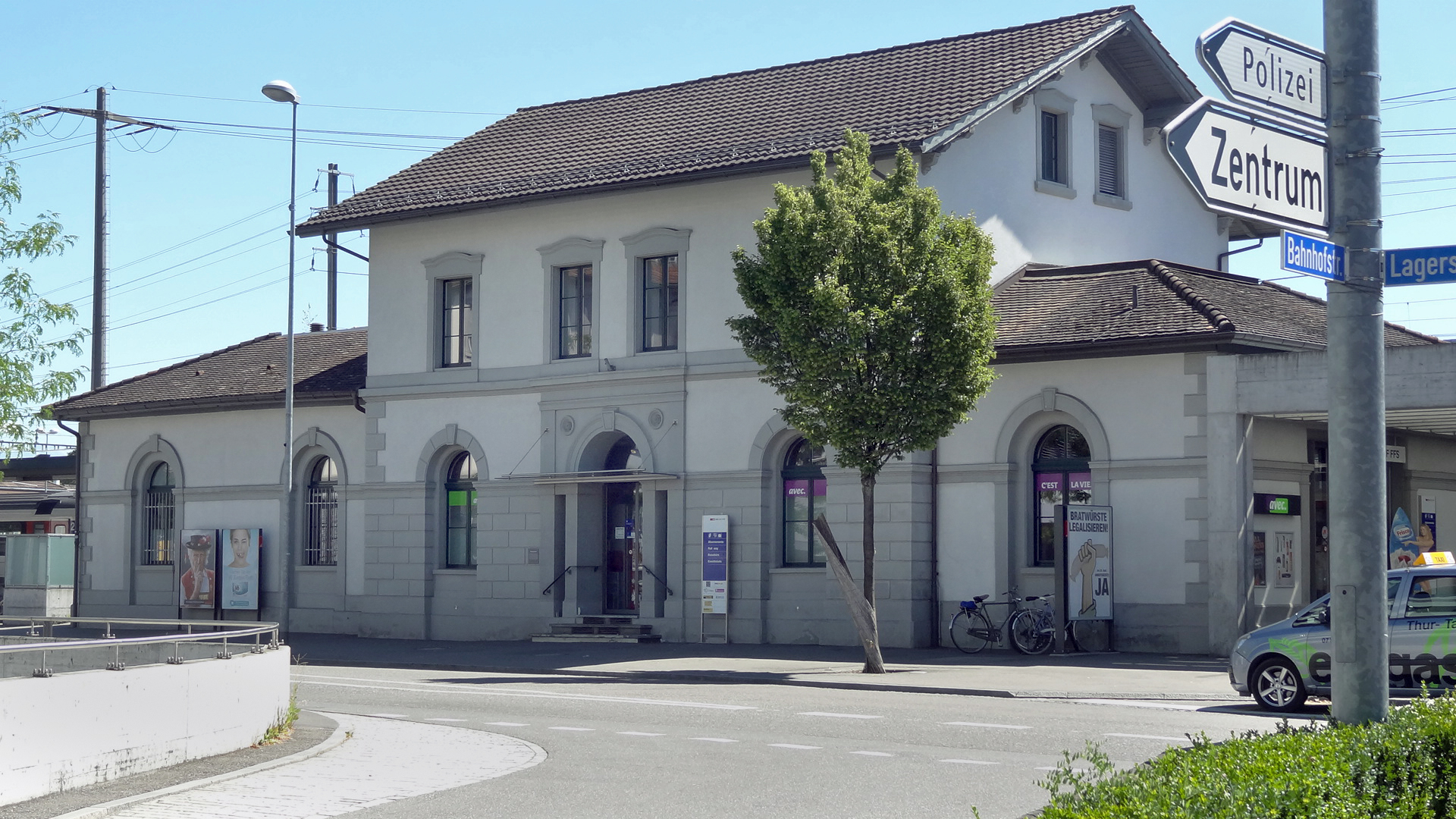
Bahnhofsgebäude Weinfelden (2013)

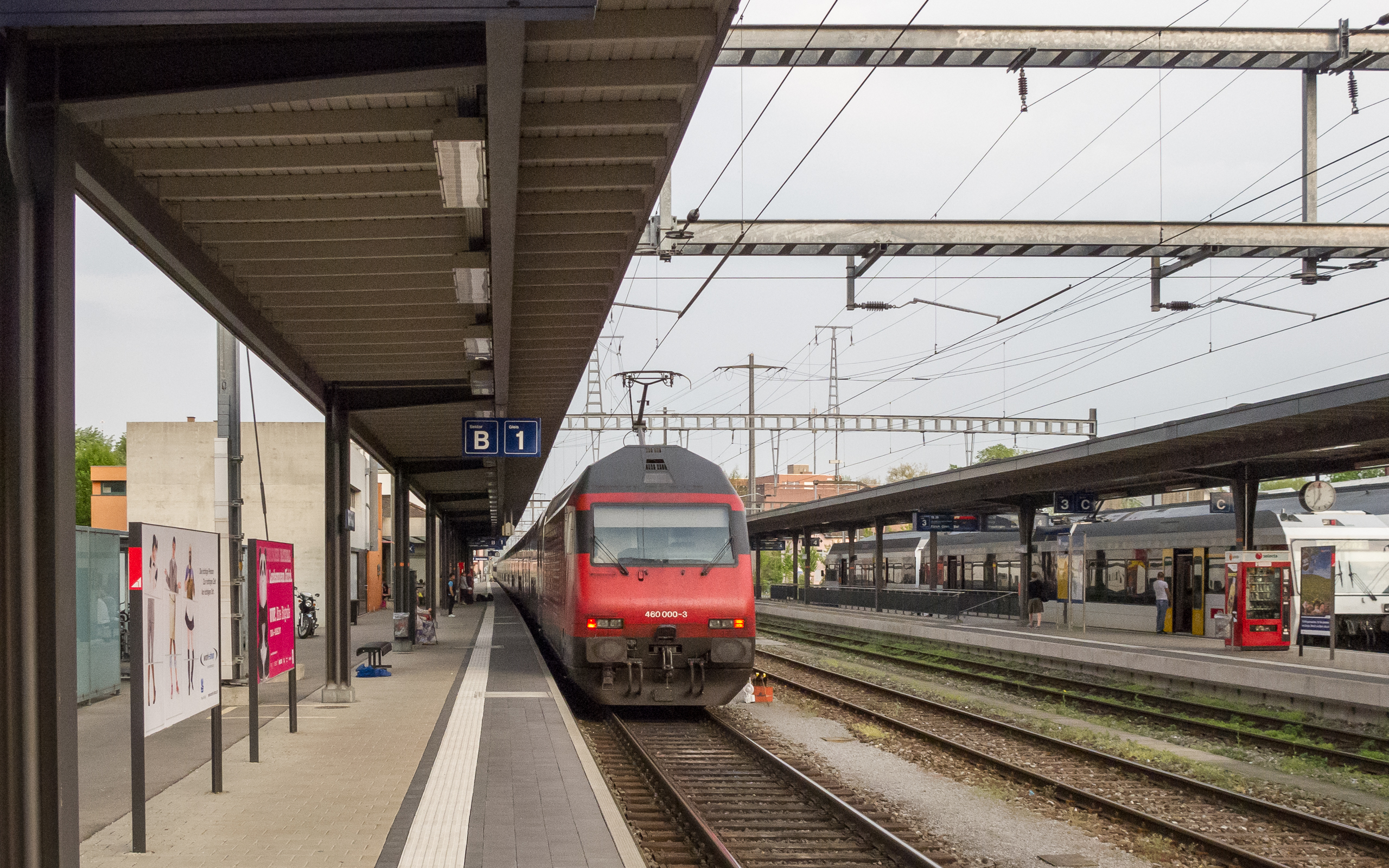
Bahnhof Weinfelden Gleis 1 (2011)

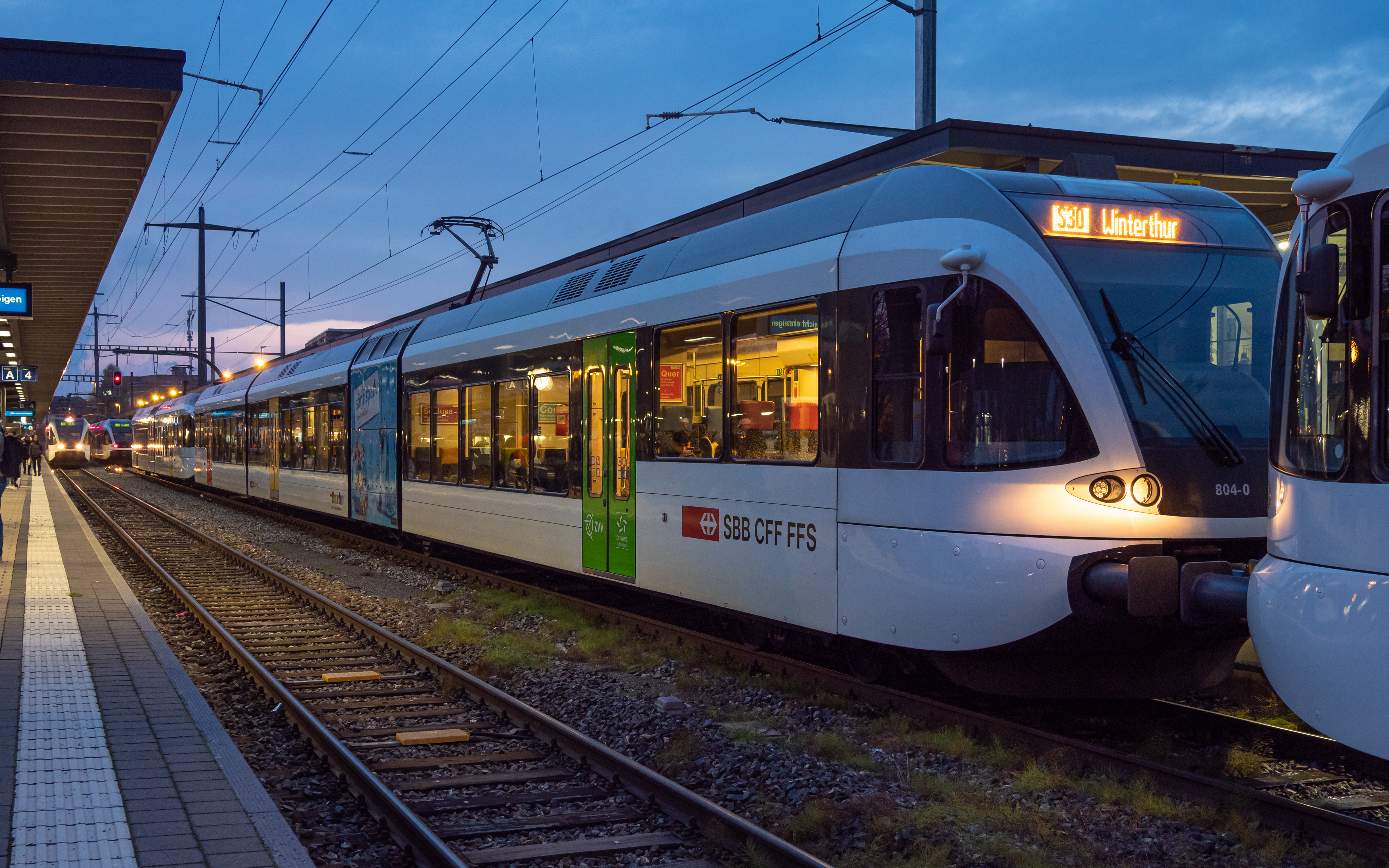
thurbo-Verkehrsknoten Weinfelden (2021)

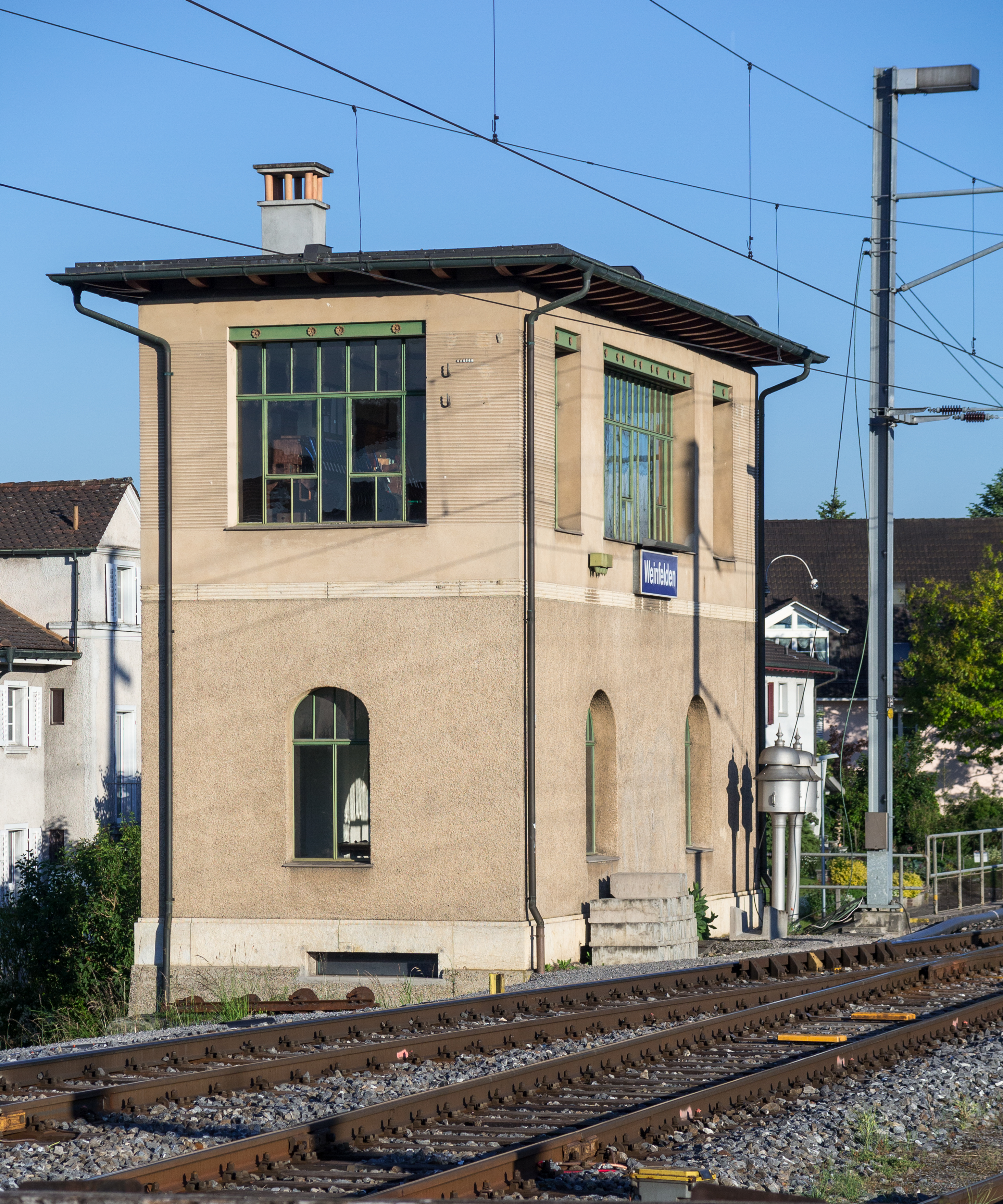
Ehemaliges Eisenbahnstellwerk Weinfelden (2017)

Die Bahnhofsanlage umfasst fünf Gleise, vier Bahnsteig- und ein Durchgangsgleis:
- Gleis 1: Fernverkehr nach Romanshorn bzw. Konstanz, S10 nach Romanshorn, S14 nach Konstanz
- Gleis 2: Durchgangsgleis für Rangier- und Güterverkehr
- Gleis 3: Fernverkehr nach Zürich bzw. Luzern (IC bzw. IR), S7 nach Rorschach via Romanshorn
- Gleis 4: S10 nach Wil
- Gleis 5: S24 nach Zug, S30 nach Winterthur, S5 nach St. Margrethen via St. Gallen

Die Gleise 1 und 5 befinden sich an einem Seitenbahnsteig, die Gleise 3 und 4 bilden einen Mittelbahnsteig. Die Gleise 4 und 5 sind infrastrukturseitig jeweils in zwei Abschnitte geteilt, so dass sie gleichzeitig von zwei Zügen besetzt werden können.
Die Schnellzüge Richtung Konstanz bzw. Romanshorn fahren auf Gleis 1, in Richtung Frauenfeld auf Gleis 3. Die S-Bahnen fahren mehrheitlich auf Gleis 4 und 5. Die Abfahrtstellen der Busse sind auf der Nordseite des Bahnhofs am Gleis 1.

## Verkehr
Stand: Fahrplanjahr 2021

### Fernverkehr
- 8 Brig – Bern – Zürich HB – Romanshorn   BZ FS RZ
- 81 Interlaken Ost – Bern – Zürich HB – Romanshorn   BZ FS RZ
- 75 Luzern – Zürich HB – Konstanz  BZ RZ

### Regionalverkehr
S-Bahn Zürich
- S 24 Thayngen – Schaffhausen/Weinfelden – Winterthur – Zürich Flughafen – Zürich HB – Thalwil – Horgen Oberdorf – Zug
- S 30 Winterthur – Frauenfeld – Weinfelden

S-Bahn St. Gallen
- S 5 Weinfelden – Sulgen – Gossau SG – St. Gallen – Rorschach – St. Margrethen (Thurbo)
- S 7 Weinfelden – Sulgen – Romanshorn – Rorschach (– St. Margrethen – Bregenz – Lindau-Reutin) (Thurbo)
- S 10 Wil – Weinfelden – Sulgen – Romanshorn (Thurbo)
- S 14 Weinfelden – Kreuzlingen – Konstanz (Thurbo)

Nachtnetz
- SN14 Weinfelden – Kreuzlingen – Konstanz
- SN30 Winterthur – Frauenfeld – Weinfelden – Romanshorn

Der Bahnhof wird täglich von rund 185 Zügen frequentiert. Alle Nahverkehrszüge haben in Weinfelden Endstation, ausser die S10.

### Busverkehr
Am Bahnhof Weinfelden treffen sich folgende sechs Postautolinien:
- 838 nach Frauenfeld
- 920 nach Tägerwilen
- 921 nach Kreuzlingen Bernrain
- 924 nach Kreuzlingen
- 932 nach Neukirch an der Thur
- 722 nach Wil / 934 nach Wuppenau

## Lage
Der Bahnhof Weinfelden liegt ungefähr in der Mitte der Stadt südlich des Stadtzentrums.

## Dienstleistungen
Am Bahnhof befinden sich ein SBB-Reisezentrum sowie Detailhändler.